# 五十嵐基
五十嵐 基（いがらし もとい、1940年（昭和15年）8月14日 - ）は、日本の政治家。元新潟県五泉市長。

## 経歴
五泉市出身。五泉市立五泉実業高等学校卒業。
五泉市議会議員2期を経て、1987年（昭和62年）新潟県議会議員に当選。3期務めた。
1998年（平成10年）五泉市長に当選し、同年3月から2010年（平成22年）1月まで務めた。